# Дубова (комуна)
Дубова (рум. Dubova) — комуна у повіті Мехедінць в Румунії. До складу комуни входять такі села (дані про населення за 2002 рік):
- Бая-Ноуе (274 особи)
- Дубова (499 осіб)
- Ейбенталь (308 осіб)

Комуна розташована на відстані 305 км на захід від Бухареста, 32 км на захід від Дробета-Турну-Северина, 127 км на захід від Крайови.

## Населення
За даними перепису населення 2002 року у комуні проживала 1081 особа.
Національний склад населення комуни:
| Національність | Кількість осіб | Відсоток |
| -------------- | -------------- | -------- |
| румуни         | 599            | 55,4%    |
| чехи           | 440            | 40,7%    |
| цигани         | 11             | 1,0%     |
| серби          | 11             | 1,0%     |
| німці          | 8              | 0,7%     |
| турки          | 6              | 0,6%     |
| угорці         | 5              | 0,5%     |
| українці       | 1              | 0,1%     |

Рідною мовою назвали:
| Мова       | Кількість осіб | Відсоток |
| ---------- | -------------- | -------- |
| румунська  | 627            | 58,0%    |
| чеська     | 430            | 39,8%    |
| сербська   | 8              | 0,7%     |
| німецька   | 5              | 0,5%     |
| циганська  | 4              | 0,4%     |
| турецька   | 4              | 0,4%     |
| угорська   | 2              | 0,2%     |
| українська | 1              | 0,1%     |

Склад населення комуни за віросповіданням:
| Релігія        | Кількість осіб | Відсоток |
| -------------- | -------------- | -------- |
| православні    | 602            | 55,7%    |
| римо-католики  | 455            | 42,1%    |
| греко-католики | 12             | 1,1%     |
| лютерани       | 6              | 0,6%     |
| реформати      | 3              | 0,3%     |
| баптисти       | 3              | 0,3%     |